# Muzinga FC
El Muzinga FC es un equipo de fútbol de Burundi que milita en la Primera División de Burundi, la liga de fútbol más importante del país.

## Historia
Fue fundado en la capital Buyumbura y su principal logro ha sido ganar el título de la Primera División de Burundi en la temporada 2002, aunque fue en una temporada de muchos problemas para el fútbol de Burundi, no solo con 8 clubes de la máxima categoría sino que también con la FIFA por malversación de fondos. También han sido campeones de copa en una ocasión.
A nivel internacional han participado en 3 torneos continentales, en los cuales nunca han superado la primera ronda.

## Palmarés
- Primera División de Burundi: 1

2002
- Copa de Burundi: 1

1987

## Participación en competiciones de la CAF
| Temporada | Torneo                      | Ronda      | Club                 | Casa  | Visita | Global |
| --------- | --------------------------- | ---------- | -------------------- | ----- | ------ | ------ |
| 1988      | Recopa Africana             | 1          | Ferroviário da Huíla | 1-1   | 0-1    | 1-2    |
| 1998      | Copa CAF                    | 1          | Ascot                | w.o.1 | 1-4    | 1-4    |
| 2003      | Liga de Campeones de la CAF | Preliminar | Villa SC             | 1-0   | 1-4    | 2-4    |

1- El Muzinga abandonó el torneo antes de jugar el partido de vuelta.

## Jugadores destacados
- Christphe Ndayishimite
- Shabani Saidi